# Flash de San Diego
Le Flash de San Diego (en anglais : San Diego Flash) est un club américain de soccer, basé à San Diego, en Californie, et fondé en 1998. Le club évolue tout d'abord en A-League, la seconde division nord-américaine avant d'entreprendre une pause de 2002 à 2010 et de reprendre ses activités en National Premier Soccer League, la quatrième division, en 2011.

## Histoire

### Les succès en A-League
L'histoire du Flash en A-League débute entre 1998 et 2001 avec l'acquisition des droits des Colorado Foxes. Les fondateurs de la nouvelle franchise sont alors le président Yan Skwara et le vice-président Sam Kaloustian. Durant sa période professionnelle, le Flash est entraînée par plusieurs entraîneurs comme Ralf Wilhelms, Costa Skouras, Papo Santos et Colin Clarke.
La réaction du public est intéressante puisque ce sont environ 2 500 spectateurs qui assistent régulièrement aux rencontres de l'équipe de San Diego aux stades du Southwest College ou du San Diego Mesa College. La plus grande foule enregistrée est de 6 500 spectateurs au Mesa College pour une partie de US Open Cup contre les Los Angeles Galaxy, franchise californienne de Major League Soccer en 2000. L'année suivante, le groupe La Jolla Nomads prend la direction du club et le renomme San Diego FC
Durant ces quatre années en A-League, le Flash connaît donc du succès avec notamment deux titres de la division Pacifique en 1998 et 1999, terminant également second en 2000 et 2001. En séries éliminatoires, San Diego progresse jusqu'en quart de finale en 2001 tandis qu'en coupe nationale, l'équipe atteint le troisième tour à deux reprises (1999 et 2000). Malgré les bons résultats sportifs, des difficultés financières et des problèmes de gestion en interne mettent fin à la franchise qui est dissoute à l'issue de la saison 2001.

### Renaissance en NPSL

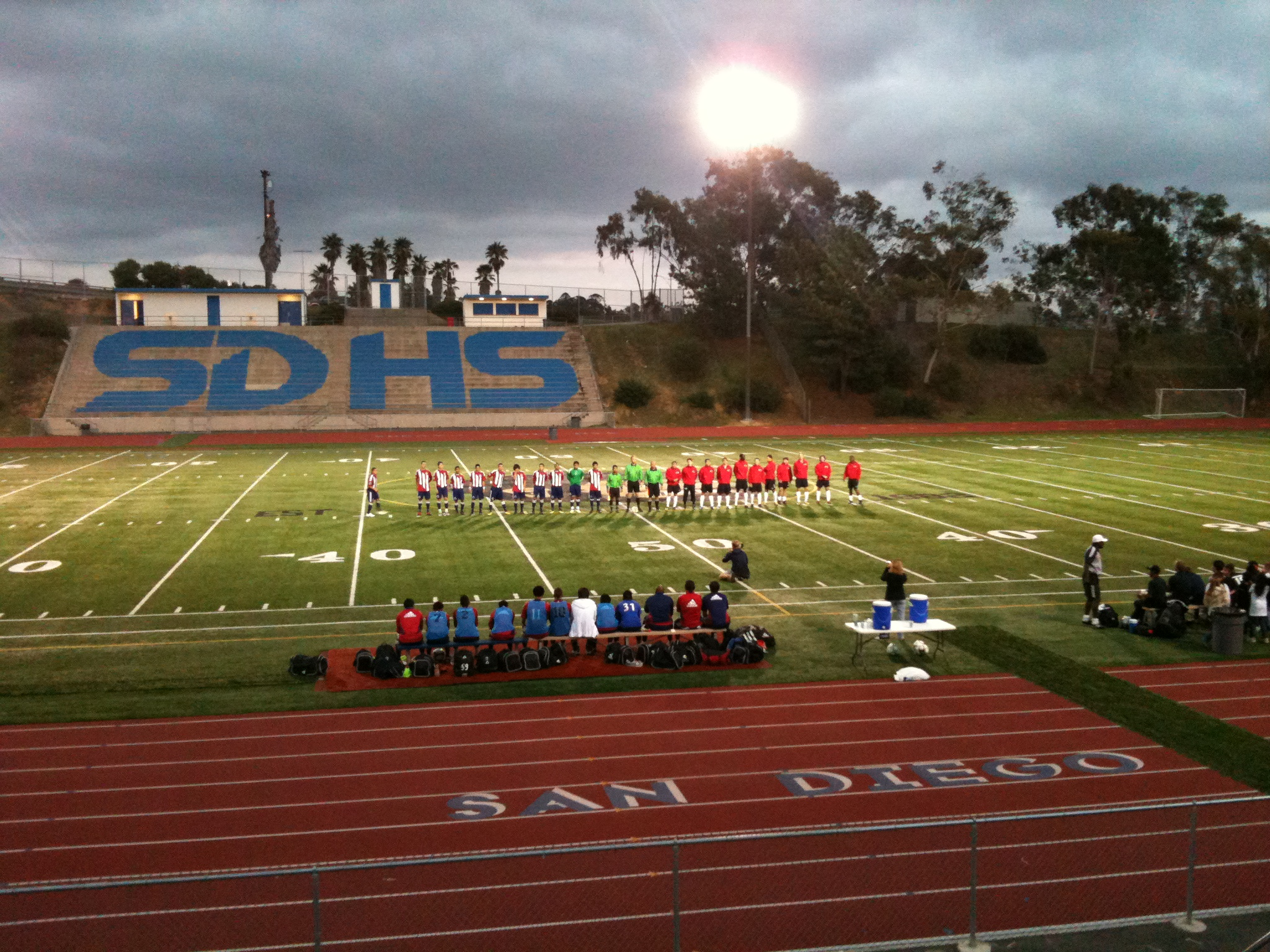
Dernière rencontre amicale au Balboa Stadium contre le Chivas USA en 2010.

En 2010, le club renaît grâce aux efforts d'un nouveau groupe d'investisseurs, le San Diego Soccer Partners, Inc., mené par l'ancien propriétaire minoritaire Clenton A. Alexander, l'ancien joueur anglais de Premier League et analyste sur Fox Soccer, Warren Barton ainsi que l'ancien attaquant de la sélection américaine Eric Wynalda. Depuis la cessation des activités du Flash, aucune équipe ne s'est imposée à San Diego malgré l'intérêt du public pour le soccer.
Avec le but d'intégrer une ligue inférieure à la Major League Soccer pour la saison 2011, le Flash est opposé à diverses formations en rencontres amicales avec Barton à la tête de l'équipe. C'est en novembre 2010 que le club annonce faire son retour à la compétition en 2011 au sein de la National Premier Soccer League tandis que Umbro commandite l'équipe. En janvier 2011, il est révélé que le Flash entrerait dans la division Southwest de la NPSL et jouerait ses rencontres à domicile sur le stade de la Westview High School, au nord de San Diego.

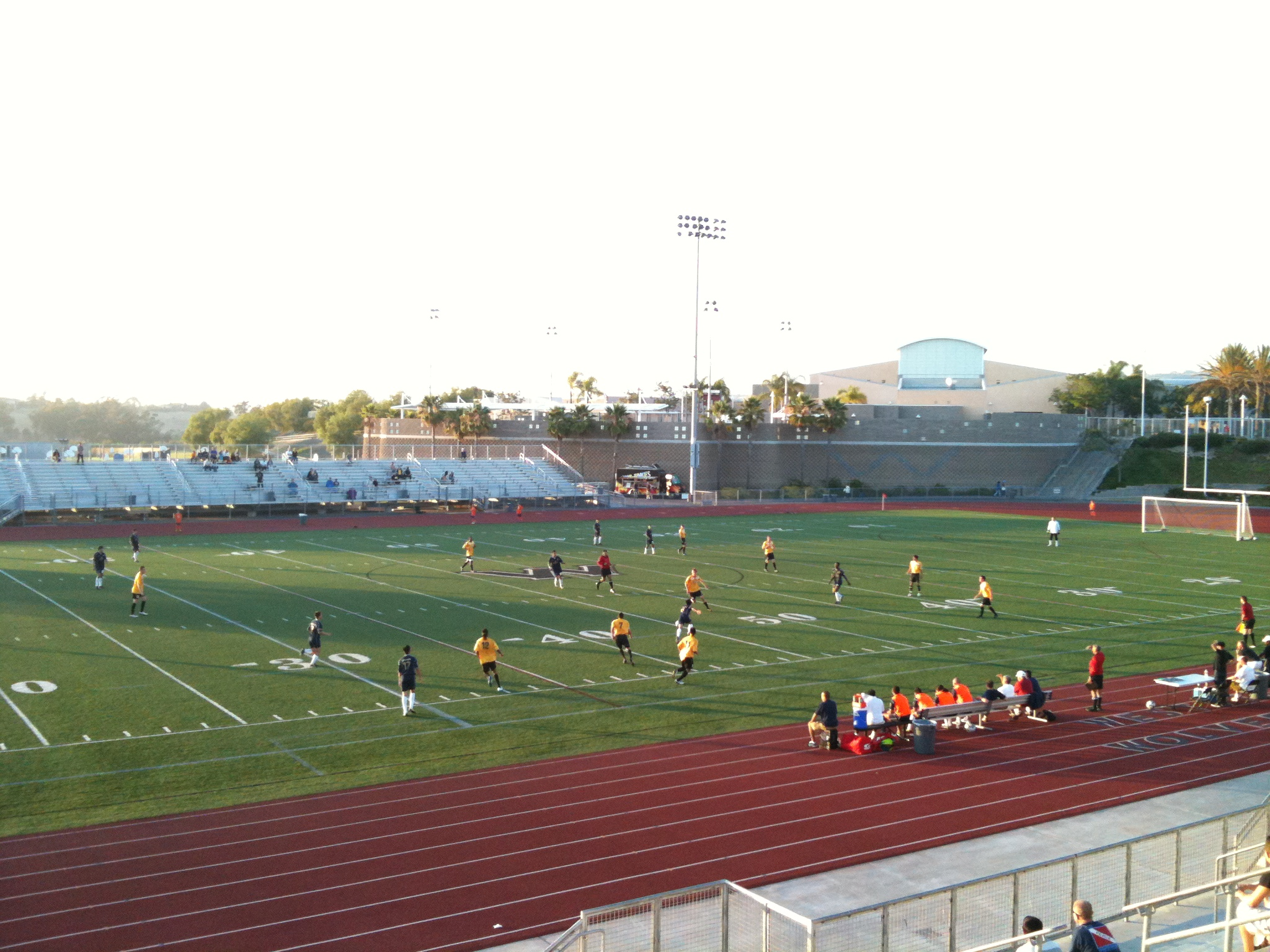
Rencontre de série éliminatoire entre Sacramento et le Flash en 2011 au Westview High School Stadium.

Pour sa première saison en NPSL, en 2011, le Flash connaît du succès, enregistrant une fiche de douze victoires pour une défaite et un verdict nul. Ce bon bilan lui permet de terminer en tête de la division et d'accueillir pour le premier tour des séries éliminatoires. Malheureusement, le Flash s'incline par 2-1 devant le champion en titre, le Sacramento Gold.
Pour 2012, le Flash déménage de la Westview High School au stade de la Del Norte High School de Poway. La saison 2012 débute plutôt difficilement avec une élimination précoce en tour préliminaire de la US Open Cup contre le rival local de San Diego Boca FC. Pourtant, la saison régulière est aussi bonne que la précédente, avec une série d'invincibilité s'étirant sur treize rencontres. Le Flash forme d'ailleurs plusieurs joueurs qui obtiennent des essais auprès des San Jose Earthquakes de la Major League Soccer. En fin de saison, le club connaît ses deux meilleures affluences et explore la possibilité de rejoindre la deuxième division et la NASL quand Alexander rencontre les responsables de la ligue. Avec ces mouvements en coulisses, le Flash est rapidement éliminé des séries éliminatoires avec une défaite en demi-finale de division contre Sonoma County Sol.
Les saisons suivantes sont dans la continuité malgré le départ de Warren Barton, remplacé par un ancien joueur du Flash, Jerome Watson. Après une troisième place durant la saison régulière de 2013, le passage aux phases finales est compliqué et le Flash est de nouveau écarté de la course au titre. San Diego obtient ensuite une troisième place en 2014 et voit sa course au championnat s'arrêter au stade des barrages des séries. 2015 est alors l'année du retour de Warren Barton qui amène le Flash à un nouveau titre dans la division West-Southern avec une fiche de neuf victoires, deux nulles et une défaite. Ce bilan permet à l'équipe d'accéder aux séries éliminatoires où le Sacramento Gold s'impose en demi-finale régionale.
Depuis la tentative d'Alexander d'obtenir une place d'expansion en NASL, de nouvelles négociations ont été menées afin d'intégrer la troisième division en United Soccer League ou l'élite avec la Major League Soccer. Malgré l'intérêt de la MLS à accueillir une franchise à San Diego, aucun investisseur d'importance ne s'est manifesté tandis que les San Diego Sockers ne sont pas impliqués dans le processus.

### Historique du logo

Logo alternatif
Logo actuel

### Palmarès
| Compétitions nationales |
| - En A-League : - Champion de la Pacific Division en 1998 et 1999 - En NPSL : - Champion de la Western-Southern Division en 2011, 2012 et 2015 |

## Saisons
| Année     | Ligue     | Niveau    | Saison régulière   | Séries                        | Affluence | US Open Cup    |
| --------- | --------- | --------- | ------------------ | ----------------------------- | --------- | -------------- |
| 1998      | A-League  | 2         | 1er, Pacific       | Finale de conférence          | 3 083     | Non qualifié   |
| 1999      | A-League  | 2         | 1er, Pacific       | Finale de conférence          | 2 463     | Troisième tour |
| 2000      | A-League  | 2         | 2e, Pacific        | Quart de finale de conférence | 2 787     | Troisième tour |
| 2001      | A-League  | 2         | 2e, Western        | Quart de finale               | 580       | Deuxième tour  |
| 2002–2010 | En hiatus | En hiatus | En hiatus          | En hiatus                     | En hiatus | En hiatus      |
| 2011      | NPSL      | 4         | 1er, West-Southern | Demi-finale de division       |           | Non qualifié   |
| 2012      | NPSL      | 4         | 1er, West-Southern | Demi-finale de division       |           | Non qualifié   |
| 2013      | NPSL      | 4         | 2e, West-Southern  | Finale de conférence          |           | Non qualifié   |
| 2014      | NPSL      | 4         | 3e, West-Southern  | Playoffs de conférence        |           | Non qualifié   |
| 2015      | NPSL      | 4         | 1er, West-Southern | Demi-finale régionale         |           | Non qualifié   |

## Personnel

### Joueurs notables
| - Ian Adamos - Joe Cannon - Jimmy Conrad | - Carlos Farias - Nate Hetherington - Guillermo Jara | - Ladule Lako LoSarah - Thiago Martins - Jamie Munro | - Antonio Robles - Jerome Watson |

### Entraîneurs
Lors de sa première saison, le Flash de San Diego est dirigé par l'Allemand Ralf Wilhelms qui est nommé le 13 janvier 1998. En cours de saison, il est remplacé par l'Américain Costa Skouras jusqu'à l'issue de la saison. La saison 1999 est alors confiée à Papo Santos qui quitte lui aussi la franchise en fin d'année. Le 13 décembre 1999, c'est Colin Clarke, ancien international nord-irlandais et joueur en Angleterre dans les années 1980, qui prend le poste d'entraîneur pour la saison 2000. En 2010, la direction fait venir Warren Barton, ancien international anglais comme conseiller technique avant de devenir, le 19 mars 2010, l'entraîneur en chef et ce, jusqu'à la fin de la saison 2012. Par la suite, en 2013, l'équipe est entraînée par Jerome Watson, ancien joueur de 1998 à 2001. Après un premier passage convaincant, Warrent Barton fait son retour à l'orée de la saison 2014.

## Stades
- Stade du Southwestern College de Chula Vista (1998–2000)
- Stade du San Diego Mesa College de San Diego (2001)
- Balboa Stadium de San Diego (2010)
- Stade de la Westview High School de San Diego (2011)
- Stade de la Del Norte High School de San Diego (2012–2013)
- Stade de la Mira Mesa High School de San Diego (2014–)

## Rivalité: le derby de San Diego
Le derby de San Diego Derby est une compétition entre le San Diego Flash et leurs rivaux locaux du San Diego Boca FC. Le derby est inauguré lorsque le Flash intègre la NPSL en 2011. Pourtant, la rivalité trouve ses racines dans la période où le Flash était en A-League puisque deux groupes d'investisseurs existaient et se font, plus tard, face avec d'un côté le Flash et, de l'autre, le Boca FC. Ce dernier cessera d'ailleurs ses activités à l'issue de la saison 2013, mettant un terme à ce derby.